# Nationalstraße 5 (Japan)
Die Nationalstraße 5 (jap. 国道5号, Kokudō 5-gō) ist eine wichtige Straße in Japan und durchquert Hokkaidō von Hakodate bis Sapporo.

## Verlauf
- Präfektur Hokkaidō
  - Hakodate – Mori – Yakumo – Oshamambe – Niseko – Yoichi – Otaru – Sapporo